# Haroldius celebensis
Haroldius celebensis là một loài bọ cánh cứng trong họ Bọ hung (Scarabaeidae).